# Chris Sanders
Chris Sanders (anglès: Christopher Michael Sanders)  (Colorado Springs, 12 de març de 1962)és un director de cinema estatunidenc. Entre les seves is'inclouen Lilo & Stitch (2002) i Com ensinistrar el teu drac (2010), ambdues coescrites i dirigides amb Dean DeBlois; Els Croods (2013) amb Kirk DeMicco; i The Wild Robot (2024), que totes elles van rebre la nominació a l'Oscar a la millor pel·lícula d'animació. El 2020, va fer el seu debut com a director d'acció en viu amb el drama d'aventures The Call of the Wild. Va crear el personatge Stitch el 1985, va escriure la història de la pel·lícula i va donar la veu a Stitch a gairebé totes les seves aparicions als mitjans.

## Primers de la vida
Sanders va néixer a Colorado Springs, Colorado el 12 de març de 1962.
Des de ben petit s'havia interessat pels còmics i pel cinema. Va ser l'únic dels tres germans de la seva família que va agafar en préstec la càmera de cinema Super 8 del seu pare i, amb l'encoratjament del seu pare pels seus interessos en el dibuix, va fer els seus propis còmics. He later got interested in animation upon learning about the camera's single-frame feature.
Va anar a l'Arvada High School a Arvada, Colorado. Inicialment volia fer classes d'art a l'escola, però es va dissuadir quan va demanar al professor d'art que li ensenyés dibuixant, només perquè el professor va respondre: "Els còmics no són art". Sanders més tard va assistir al California Institute of the Arts, es va graduar el 1984.

## Carrera

### Walt Disney Feature Animation
Sanders va començar la seva carrera com a dissenyador de personatges per a Jim Henson's Muppet Babies. Després va ser l'artista principal del guió guionista per a Walt Disney Feature Animation, i va ser un artista del storyboard, director artístic, dissenyador de producció i dissenyador de personatges de les pel·lícules de la companyia com La bella i la bèstia, Aladdin, The Lion King , i Mulan.
El 1985, Sanders va crear un personatge anomenat "Stitch" per a un llibre infantil sense èxit. Quan Sanders era l'artista principal del guió guionista de Disney Feature Animation, l'aleshores director general de Disney Michael Eisner va decidir que, arran d'una sèrie de pel·lícules animades de Disney d'alt perfil i de gran pressupost a mitjans de la dècada de 1990, l'estudi podria provar la seva mà amb una pel·lícula més petita i menys costosa . Thomas Schumacher es va acostar a Chris Sanders per presentar aquesta idea, i Sanders va reutilitzar el personatge "Stitch" que li va ocórrer. La història requeria una ubicació remota i no urbana, de manera que Sanders va triar Kauaʻi com a ubicació. Stitch es va convertir en el personatge central de la pel·lícula de 2002 Lilo & Stitch, que Sanders va codirigir i coescriure amb Dean DeBlois]]. Sanders també acabaria donant veu al personatge que va crear per a la pel·lícula. L'èxit comercial i de crítica de la pel·lícula va donar lloc a una franquícia amb tres seqüeles cinematogràfiques i tres sèries de televisió, amb Sanders repetint el seu paper de Stitch durant l'execució original de la franquícia de 2002–06 (Sanders no va repetir el seu paper per al doblatge en anglès de l'anime Stitch! o la sèrie d'animació xinesa produïda en anglès Stitch & Ai, amb Ben Diskin taking over the role for both series), assumint el paper d'ambdues sèries), així com en diverses obres posteriors de crossover de Disney com Kingdom Hearts Birth by Sleep, Kinect: Disneyland Adventures, i la sèrie Disney Infinity.
A finals de la dècada de 1980, Sanders va crear un llibre d'imatges al·legòriques titulat The Big Bear Aircraft Company, amb el subtítol "A book for the big retreat" que aclareix que va ser creat per a un esdeveniment fora del lloc de Disney. The Big Bear Aircraft Company és una versió poc disfressada de la pròpia Disney, i el llibre és crític amb el procés creatiu de l'empresa, que va prioritzar "les grans idees, pensant que tindrien grans èxits" i va assenyalar que si es proposaven avions (és a dir, idees de pel·lícules) "no semblen el mateix que les [que es van] construir abans, [el cap, Big Bear] es posa incòmode". Després de lliurar cada idea presentada per l' "enginyer visual" a un escriptor a qui "agraden els avions" però "en realitat no n'havia treballat mai abans, i no sabria dir-vos amb certesa què és el que rl fa volar", la història afirma que l'escriptor assignat "està assegurat que cometrà els mateixos errors cada vegada. Farà que el seu avió sembli com tots els que veuen, al final, abans de ser un gran..." avió que s'assembla "molt al de l'any passat; poc inspirador i poc memorable. Però la gent l'ha comprat abans, i probablement el tornarà a comprar. Jugant amb seguretat, ha assegurat la supervivència de la seva empresa". Tanmateix, com que no és l'única companyia d'avions, aquestes polítiques estan destinades a deixar l'empresa vulnerable a competidors més imaginatius "amb les seves ales de bona reputació disparades". La història conclou que Big Bear hauria de donar als enginyers visuals "les dues coses que necessiten per fer la seva feina: la confiança i el temps de Bear" per permetre que les idees més petites i innovadores floreixin. Anys més tard, per explicar la seva motivació pel que fa a la peça, Sanders va escriure sobre la seva preocupació per "la complexitat cada cop més gran de les nostres pel·lícules, i el que vaig veure com un patró emergent del qual van ser tallats", citant l'exemple que durant el desenvolupament de la història de "Mulan", una de les principals preocupacions era la forma de mort del vilà en lloc de la idea que el dolent havia de morir. Això, al seu torn, el va motivar a desenvolupar Lilo & Stitch, que va resumir com "una història sobre un vilà que es converteix en un heroi".
El desembre de 2006, Sanders havia estat destituït com a director de la propera pel·lícula d'animació de Disney American Dog de John Lasseter. El març de 2007, Sanders havia estat negociant la seva sortida de Disney. Després de la sortida de Sanders de Disney, les funcions de direcció es van lliurar a Chris Williams i Byron Howard, i la pel·lícula va ser retitulada Bolt. Sanders va declarar més tard que no tenia mala voluntat per ser eliminat de la pel·lícula i esperava poder revisar algunes de les seves idees en el futur. Va aprovar la pel·lícula final i els canvis realitzats, afirmant: "Crec que hauria estat frustrant que la pel·lícula fos essencialment la mateixa, però amb només canvis lleugers. I suposo que les meves escenes i històries encara es troben a la prestatgeria. De fet, podria treure-les i tornar-les a fer. Però seria completament diferent". Malgrat la seva sortida de Disney, Sanders continua donant veu a Stitch a tots els mitjans oficials de Disney, excepte als programes produïts a l'Est esmentats anteriorment.

### DreamWorks Animation
Al març de 2007, Sanders s'havia traslladat a DreamWorks Animation i després havia assumit el càrrec de director de Crood Awakening (més tard rebatejat com a Els Croods), un projecte que abans estava en coproducció amb Aardman Animations abans de la seva sortida de DreamWorks. En aquell moment, Sanders va dir sobre el trasllat: "He estat molt ansiós per començar a treballar en coses i, per tant, vaig parlar amb molta gent... M'agrada la manera com DreamWorks mira l'animació. L'animació encara té molts llocs diferents per anar, i no vull perdre l'oportunitat de provar coses noves amb ella".
El 24 de setembre de 2008, es va informar que Sanders i DeBlois estarien guionant i dirigint Com ensinistrar el teu drac per DreamWorks Animation. La pel·lícula es va estrenar el 26 de març de 2010 i va tenir un gran èxit tant de la crítica com a la taquilla, amb prop de 500 milions de dòlars a tot el món. Va ser nominat a l'Oscar a la millor pel·lícula d'animació i a la Millor banda sonora original als Premis Oscar de 2010. La pel·lícula també va guanyar deu Premis Annie, inclòs el de Millor pel·lícula d'animació.
Després d'haver completat Com ensinistrar el teu drac, Sanders va retornar a Els Croods, que es va estrenar el 22 de març de 2013. Va compartir crèdits de direcció i escriptura amb Kirk DeMicco, que s'havia unit a la meitat de la producció. La pel·lícula va resultar ser un èxit, amb una recaptació de més de 500 milions de dòlars. Sanders i DeMicco van treballar aleshores a la seqüela The Croods: A New Age durant tres anys i mig, abans de la seva cancel·lació a finals de 2016. Tanmateix, la seqüela es va reviure el setembre de 2017, tot i que amb Joel Crawford substituint tant a Sanders com a DeMicco com a director. After the sequel was out, now titled The Croods: A New Age, Sanders and DeMicco were both credited for the story while Sanders reprised his role as Belt.

### 20th Century Studios/retorn a Disney
L'octubre de 2017, es va anunciar que Sanders dirigiria una nova adaptació cinematogràfica de la novel·la de Jack London de 1903 The Call of the Wild per a 20th Century Fox. La pel·lícula, el seu debut com a director en solitari i d'imatge real, es va estrenar el febrer de 2020. La pel·lícula va rebre una acollida variada de la crítica, amb un 63% d'aprovació a Rotten Tomatoes (a març de 2024), convertint-se en la pel·lícula amb menys acollida de la carrera de director de Sanders fins ara, i va recaptar 107,6 milions de dòlars d'un pressupost de $125–$150 milions,convertint-se en el primer fracàs de taquilla de Sanders com a director.
Tot i que el febrer de 2020 es va especular que Sanders repetiria el seu paper de veu de Stitch a el remake d'imatge real de Lilo & Stitch, va afirmar en una entrevista de setembre de 2022 que Disney encara no s'havia acostat a ell per repetir el paper, tot i que va declarar que sempre estava obert a tornar a donar veu a la seva creació.L'abril de 2023, es va confirmar que repetiria el seu paper al remake, que s'estrenarà el 2025. Sanders va reconèixer que, en última instància, va trigar cinc hores en gravar la pel·lícula, cadascuna de les quals va reconèixer durant cinc hores. Li costa mantenir la seva "veu Stitch" durant un període de temps tan llarg.

### Retorn a DreamWorks
El 28 de setembre de 2023, es va revelar que Sanders tornaria a DreamWorks Animation per escriure i dirigir una adaptació cinematogràfica d'animació de la sèrie de llibres de Peter Brown The Wild Robot. La pel·lícula es va estrenar el setembre de 2024 amb l'aclamació de la crítica. El mes següent, Sanders va confirmar que dirigiria una seqüela de la pel·lícula.

## Vida personal
Sanders està casat amb la dona Jessica Steele-Sanders. Junts, van escriure una novel·la il·lustrada, titulada Rescue Sirens: The Search for the Atavist (2015). Anteriorment, els seus col·legues de la indústria pensaven que Sanders era gai, quan en realitat qui era gai era el seu company de guió Dean DeBlois. El 2023, Sanders va sol·licitar el divorci per "diferències irreconciliables",tot i que continua casat amb Steele-Sanders al juny de 2024.
Segons el cocreador de Phineas and Ferb Dan Povenmire, Sanders té una filla anomenada Nicole.

## Filmografia

### Pel·lícules

#### Crèdits de cinema
| Any  | Títol                       | Director | Guionista | Altres | Notes                                        |
| ---- | --------------------------- | -------- | --------- | ------ | -------------------------------------------- |
| 1998 | Mulan                       | No       | Sí        | Sí     | cap d'història                               |
| 1999 | Fantasia 2000               | No       | Concept   | No     | Segment "Pines of Rome"                      |
| 2002 | Lilo & Stitch               | Sí       | Sí        | Sí     | Amb Dean DeBlois; dissenyador de personatges |
| 2010 | Com ensinistrar el teu drac | Sí       | Sí        | No     | amb Dean DeBlois                             |
| 2013 | Els Croods                  | Sí       | Sí        | No     | amb Kirk DeMicco                             |
| 2020 | The Call of the Wild        | Sí       | No        | No     | Debut com a director d'imatge real           |
| 2020 | The Croods: A New Age       | No       | Història  | No     |                                              |
| 2024 | The Wild Robot              | Sí       | Sí        | No     |                                              |

#### Departament d'animació
| Any  | Títol                   | Notes                                                                       |
| ---- | ----------------------- | --------------------------------------------------------------------------- |
| 1988 | Garfield: His 9 Lives   | estilista d'animació (segment "Diana's Piano")                              |
| 1990 | The Rescuers Down Under | artista de storyboard / dissenyador de personatges / desenvolupament visual |
| 1991 | La bella i la bèstia    | artista de storyboard / desenvolupament visual artist                       |
| 1992 | Aladdin                 | artista de storyboard                                                       |
| 1994 | The Lion King           | artista de storyboard / dissenyador de producció                            |

#### Només productor executiu
| Any  | Títol                                      | Notes |
| ---- | ------------------------------------------ | ----- |
| 2014 | How to Train Your Dragon 2                 |       |
| 2019 | How to Train Your Dragon: The Hidden World |       |
| 2025 | How to Train Your Dragon                   |       |

#### Actor de veu
| Any       | Títol                                | Paper                              | Notes                                       |
| --------- | ------------------------------------ | ---------------------------------- | ------------------------------------------- |
| 1998      | Mulan                                | Germà petit                        |                                             |
| 1999      | Tarzan                               | Baby Baboon                        |                                             |
| 2002      | Lilo & Stitch                        | Stitch                             | Acreditat com "Christopher Michael Sanders" |
| 2003      | Stitch! The Movie                    | Stitch                             | direct-to-video                             |
| 2003–2006 | Lilo & Stitch: The Series            | Stitch, Experiment 627             | sèrie de televisió                          |
| 2004      | The Lion King 1½                     | Stitch                             | direct-to-video, arxiu d'àudio              |
| 2004      | Stitch's Great Escape!               | Stitch                             | theme park attraction                       |
| 2005      | Lilo & Stitch 2: Stitch Has a Glitch | Stitch                             | direct-to-video                             |
| 2005      | The Origin of Stitch                 | Stitch                             | curt direct-to-video                        |
| 2006      | Leroy & Stitch                       | Stitch, Leroy, Leroy Clones        | direct-to-video                             |
| 2013      | Els Croods                           | Belt                               |                                             |
| 2014      | Penguins of Madagascar               | Pingüí antàrtic                    |                                             |
| 2020      | The Croods: A New Age                | Belt                               |                                             |
| 2023      | Once Upon a Studio                   | Stitch curtmetratge, arxiu d'àudio |                                             |
| 2025      | Lilo & Stitch                        | Stitch curtmetratge, arxiu d'àudio | Post-production                             |

### Sèrie de televisió
| Any       | Títol                  | Episodis               | Acreditat com         |
| --------- | ---------------------- | ---------------------- | --------------------- |
| 1984-1988 | Muppet Babies          | 60                     | dissenyador de model  |
| 1985      | Little Muppet Monsters | 1 ("In the Beginning") | dissenyador de model  |
| 1986-1987 | The Glo Friends        | 26                     | dissenyador de model  |
| 1996      | Quack Pack             | 2                      | artista de storyboard |
| 1998-1999 | Histeria!              | 16                     | artista de storyboard |

### Videojocs
| Any  | Títol                                | Paper de veu | Notes |
| ---- | ------------------------------------ | ------------ | --- |
| 1999 | Tarzan Activity Center               | Baby Baboon  | |
| 1999 | Tarzan                               | Baby Baboon  | |
| 2002 | Disney's Lilo & Stitch               | Stitch       | Només efectes vocals |
| 2002 | Lilo & Stitch: Trouble in Paradise   | Stitch       | |
| 2002 | Disney's Stitch: Experiment 626      | Stitch       | |
| 2002 | Lilo & Stitch: Hawaiian Adventure    | Stitch       | |
| 2003 | Lilo & Stitch's Island of Adventures | Stitch       | |
| 2005 | Kingdom Hearts II                    | Stitch       | Versió en anglès (includou add-on Final Mix+ el 2007)                                                                                             |
| 2008 | Disney Think Fast                    | Stitch       | |
| 2010 | Kingdom Hearts Birth by Sleep        | Stitch       | Versió en anglès |
| 2011 | Kinect: Disneyland Adventures        | Stitch       | |
| 2013 | Disney Magical World                 | Stitch       | |
| 2014 | Disney Infinity 2.0                  | Stitch       | |
| 2015 | Disney Infinity 3.0                  | Stitch       | Àudio reutilitzat de Disney Infinity 2.0 |
| 2023 | Disney Speedstorm                    | Stitch       | Llançat en accés anticipat l'abril de 2023 i llançat completament el setembre de 2023; Stitch afegit en una actualització de juliol/agost de 2023 |
| 2023 | Disney Dreamlight Valley             | Stitch       | Llançat en accés anticipat el 2022; Stitch afegit en una actualització de desembre de 2022                                                        |

## Premis i nominacions (selecció)
| Cerimònia                            | Any  | Categoria                                                            | Treball nominat             | Resultat  | Ref.   |
| ------------------------------------ | ---- | -------------------------------------------------------------------- | --------------------------- | --------- | ------ |
| Premis Oscar                         | 2003 | Millor pel·lícula d'animació                                         | Lilo & Stitch               | Nominat   | [ 31 ] |
| Premis Oscar                         | 2011 | Millor pel·lícula d'animació                                         | Com ensinistrar el teu drac | Nominat   | [ 32 ] |
| Premis Oscar                         | 2014 | Millor pel·lícula d'animació                                         | Els Croods                  | Nominat   | [ 33 ] |
| Premis Oscar                         | 2025 | Millor pel·lícula d'animació                                         | The Wild Robot              | Nominat   | [ 34 ] |
| Premis Annie                         | 1998 | Escriptura destacada en una producció de llargmetratges              | Mulan                       | Guanyador | [ 35 ] |
| Premis Annie                         | 1998 | Guions guionistes destacats en una producció de llargmetratges       | Mulan                       | Guanyador | [ 35 ] |
| Premis Annie                         | 2003 | Direcció destacada en un llargmetratge                               | Lilo & Stitch               | Nominat   | [ 36 ] |
| Premis Annie                         | 2003 | Escriptura destacada en una producció de llargmetratges              | Lilo & Stitch               | Nominat   | [ 36 ] |
| Premis Annie                         | 2003 | Animació de personatges destacada en una producció de llargmetratges | Lilo & Stitch               | Nominat   | [ 36 ] |
| Premis Annie                         | 2011 | Direcció destacada en un llargmetratge                               | Com ensinistrar el teu drac | Guanyador | [ 37 ] |
| Premis Annie                         | 2011 | Escriptura destacada en una producció de llargmetratges              | Com ensinistrar el teu drac | Guanyador | [ 37 ] |
| Premis Annie                         | 2014 | Direcció destacada en un llargmetratge                               | Els Croods                  | Nominat   | [ 38 ] |
| Premis Annie                         | 2025 | Direcció destacada en un llargmetratge                               | The Wild Robot              | Guanyador | [ 39 ] |
| Premis BAFTA                         | 2011 | Millor pel·lícula d'animació                                         | Com ensinistrar el teu drac | Nominat   | [ 40 ] |
| Premis BAFTA                         | 2025 | Millor pel·lícula d'animació                                         | The Wild Robot              | Nominat   | [ 40 ] |
| Premis BAFTA                         | 2025 | Millor pel·lícula infantil i familiar                                | The Wild Robot              | Nominat   | [ 40 ] |
| Premis de la Crítica Cinematogràfica | 2003 | Millor pel·lícula d'animació                                         | Lilo & Stitch               | Nominat   | [ 41 ] |
| Premis de la Crítica Cinematogràfica | 2011 | Millor pel·lícula d'animació                                         | Com ensinistrar el teu drac | Nominat   | [ 42 ] |
| Premis de la Crítica Cinematogràfica | 2014 | Millor pel·lícula d'animació                                         | Els Croods                  | Nominat   | [ 43 ] |
| Premis de la Crítica Cinematogràfica | 2025 | Millor pel·lícula d'animació                                         | The Wild Robot              | Guanyador | [ 44 ] |
| Premis Globus d'Or                   | 2011 | Millor pel·lícula d'animació Film                                    | Com ensinistrar el teu drac | Nominat   | [ 45 ] |
| Premis Globus d'Or                   | 2014 | Millor pel·lícula d'animació Film                                    | Els Croods                  | Nominat   | [ 46 ] |
| Premis Globus d'Or                   | 2025 | Millor pel·lícula d'animació Film                                    | The Wild Robot              | Nominat   | [ 47 ] |